# GP2 Series 2014
La stagione 2014 del Campionato FIA di GP2 Series è stata, nella storia della categoria, la 10ª ad assegnare il Campionato Piloti e la 10ª ad assegnare il Campionato Scuderie. La stagione è iniziata il 5 aprile e si è conclusa il 23 novembre dopo 22 gare. Il campionato piloti è stato vinto dal britannico Jolyon Palmer della DAMS, team francese che ha ottenuto il titolo riservato alle scuderie.

## La pre-stagione

### Calendario
Il calendario della stagione prevede 11 weekend di gare, tutti a supporto di gare della stagione della Formula 1 2014, uno in meno della stagione precedente. Il calendario è stato reso noto il 6 dicembre 2013.
| Gara | Gara | Circuito                                 | Giri | Lunghezza                  | Data        | Ora   | Supporto                          |
| ---- | ---- | ---------------------------------------- | ---- | -------------------------- | ----------- | ----- | --------------------------------- |
| 1    | G1   | Bahrain International Circuit, Manama    | 32   | 32 x 5,412 km = 173,184 km | 5 aprile    | 13:10 | Gran Premio del Bahrein 2014      |
| 1    | G2   | Bahrain International Circuit, Manama    | 23   | 23 x 5,412 km = 124,476 km | 6 aprile    | 14:15 | Gran Premio del Bahrein 2014      |
| 2    | G1   | Circuito di Catalogna, Barcellona        | 37   | 37 x 4,655 km = 172,235 km | 10 maggio   | 15:40 | Gran Premio di Spagna 2014        |
| 2    | G2   | Circuito di Catalogna, Barcellona        | 26   | 26 x 4,655 km = 121,030 km | 11 maggio   | 10:35 | Gran Premio di Spagna 2014        |
| 3    | G1   | Circuito di Montecarlo                   | 42   | 42 x 3,340 km = 140,280 km | 23 maggio   | 11:15 | Gran Premio di Monaco 2014        |
| 3    | G2   | Circuito di Montecarlo                   | 30   | 30 x 3,340 km = 100,200 km | 24 maggio   | 16:10 | Gran Premio di Monaco 2014        |
| 4    | G1   | Red Bull Ring, Spielberg bei Knittelfeld | 40   | 40 x 4,326 km = 173,040 km | 21 giugno   | 15:40 | Gran Premio d'Austria 2014        |
| 4    | G2   | Red Bull Ring, Spielberg bei Knittelfeld | 28   | 28 x 4,326 km = 121,128 km | 22 giugno   | 10:35 | Gran Premio d'Austria 2014        |
| 5    | G1   | Circuito di Silverstone                  | 29   | 29 x 5,891 km = 170,839 km | 5 luglio    | 14:40 | Gran Premio di Gran Bretagna 2014 |
| 5    | G2   | Circuito di Silverstone                  | 21   | 21 x 5,891 km = 123,711 km | 6 luglio    | 09:20 | Gran Premio di Gran Bretagna 2014 |
| 6    | G1   | Hockenheimring                           | 38   | 38 x 4,574 km = 173,812 km | 19 luglio   | 15:40 | Gran Premio di Germania 2014      |
| 6    | G2   | Hockenheimring                           | 27   | 27 x 4,574 km = 123,498 km | 20 luglio   | 10:35 | Gran Premio di Germania 2014      |
| 7    | G1   | Hungaroring, Mogyoród                    | 37   | 37 x 4,381 km = 162,097 km | 26 luglio   | 15:40 | Gran Premio d'Ungheria 2014       |
| 7    | G2   | Hungaroring, Mogyoród                    | 28   | 28 x 4,381 km = 122,668 km | 27 luglio   | 10:35 | Gran Premio d'Ungheria 2014       |
| 8    | G1   | Circuito di Spa-Francorchamps            | 25   | 25 x 7,004 km = 175,100 km | 23 agosto   | 15:40 | Gran Premio del Belgio 2014       |
| 8    | G2   | Circuito di Spa-Francorchamps            | 18   | 18 x 7,004 km = 126,072 km | 24 agosto   | 10:35 | Gran Premio del Belgio 2014       |
| 9    | G1   | Autodromo Nazionale Monza                | 30   | 30 x 5,793 km = 173,790 km | 6 settembre | 15:40 | Gran Premio d'Italia 2014         |
| 9    | G2   | Autodromo Nazionale Monza                | 21   | 21 x 5,793 km = 121,653 km | 7 settembre | 10:35 | Gran Premio d'Italia 2014         |
| 10   | G1   | Sochi International Street Circuit, Soči | 28   | 28 x 5,848 km = 163,744 km | 11 ottobre  | 16:40 | Gran Premio di Russia 2014        |
| 10   | G2   | Sochi International Street Circuit, Soči | 21   | 21 x 5,848 km = 122,808 km | 12 ottobre  | 12:05 | Gran Premio di Russia 2014        |
| 11   | G1   | Circuito di Yas Marina, Isola Yas        | 31   | 31 x 5,554 km = 172,174 km | 22 novembre | 18:40 | Gran Premio di Abu Dhabi 2014     |
| 11   | G2   | Circuito di Yas Marina, Isola Yas        | 22   | 22 x 5,554 km = 122,188 km | 23 novembre | 14:20 | Gran Premio di Abu Dhabi 2014     |

### Test
Sono previste due sessioni di test ufficiali sul circuito di Yas Marina e su quello di Sakhir.
| Circuito                                 | Data                  | Pilota più veloce  | Team          | Tempo    | Giri |
| ---------------------------------------- | --------------------- | ------------------ | ------------- | -------- | ---- |
| Circuito di Yas Marina                   | 11 marzo (mattina)    | Rio Haryanto       | Caterham      | 1'50"862 | 13   |
| Circuito di Yas Marina                   | 11 marzo (pomeriggio) | Jolyon Palmer      | DAMS          | 1'49"126 | 23   |
| Circuito di Yas Marina                   | 12 marzo (mattina)    | Jolyon Palmer      | DAMS          | 1'50"311 | 27   |
| Circuito di Yas Marina                   | 12 marzo (pomeriggio) | Johnny Cecotto Jr. | Trident       | 1'50"760 | 14   |
| Circuito di Yas Marina                   | 13 marzo (mattina)    | Jon Lancaster      | MP Motorsport | 1'49"653 | 26   |
| Circuito di Yas Marina                   | 13 marzo (pomeriggio) | Arthur Pic         | Campos        | 1'51"006 | 22   |
| Bahrain International Circuit, Al Sakhir | 19 marzo (mattina)    | Daniel Abt         | Hilmer        | 1'40"676 | 17   |
| Bahrain International Circuit, Al Sakhir | 19 marzo (pomeriggio) | Alexander Rossi    | Caterham      | 1'40"604 | 30   |
| Bahrain International Circuit, Al Sakhir | 20 marzo (mattina)    | Rio Haryanto       | Caterham      | 1'39"129 | 32   |
| Bahrain International Circuit, Al Sakhir | 20 marzo (pomeriggio) | Daniël de Jong     | MP Motorsport | 1'40"508 | 19   |
| Bahrain International Circuit, Al Sakhir | 21 marzo (mattina)    | Jon Lancaster      | MP Motorsport | 1'39"647 | 15   |
| Bahrain International Circuit, Al Sakhir | 21 marzo (pomeriggio) | Daniel Abt         | Hilmer        | 1'41"061 | 20   |

## Piloti e team

### Scuderie
Il 15 ottobre 2013 l'organizzazione ha comunicato i team che prenderanno parte al campionato per il triennio 2014-2016. Il team spagnolo Addax Team, presente nella serie dal 2009, ha deciso di abbandonare il campionato per concentrarsi maggiormente sulla neonata Formula E. Al suo posto rientra nella competizione un'altra scuderia spagnola, la Campos Racing, che proprio nel 2009 era stata sostituita dall'Addax.
La scuderia tedesca Hilmer Motorsport sigla un accordo di collaborazione con la scuderia di Formula 1, l'indiana Force India. La Russian Time ha interrotto il suo sodalizio con la Motopark Academy, la struttura tedesca, che aveva in gestione la parte tecnica del team russo sia in GP2 sia in GP3. Ciò a seguito anche della scomparsa del patron della Russian Time, Igor Mazepa.

### Piloti
Il campione del 2013 Fabio Leimer, come da regolamento, non può partecipare alla stagione successiva. Viene sostituito dal pilota italiano Raffaele Marciello, primo nella F3 europea 2013. L'altro pilota 2013 della Racing Engineering, Julián Leal passa alla Carlin, ove resta Felipe Nasr. La Racing, assieme a Marciello, iscrive Stefano Coletti, pilota monegasco in arrivo dalla Rapax.
La Russian Time prende Mitch Evans, ex dell'Arden International, e fa debuttare Artëm Markelov, vicecampione della F3 tedesca 2013. Il britannico Jolyon Palmer abbandona la Carlin per passare in DAMS, ove fa coppia col confermato Stéphane Richelmi. L'altra scuderia francese, l'ART Grand Prix fa debuttare nella categoria Takuya Izawa, che proviene dalla Super Formula, e il belga Stoffel Vandoorne, vicecampione della F3.5 Renault.
Anche la Hilmer Motorsport ha una nuova coppia di conduttori: il tedesco Daniel Abt, ex dell'ART, e l'argentino Facu Regalia, vicecampione della GP3 Series 2013. Simon Trummer è confermato in Rapax, dove viene raggiunto dal britannico Adrian Quaife-Hobbs, che nel 2013 aveva corso per MP Motorsport e Hilmer. L'austriaco René Binder esce dal Venezuela GP Lazarus e trova un volante all'Arden International, ove trova come compagno di scuderia il brasiliano André Negrão, pilota proveniente dalla F 3.5 Renault.
Con la chiusura dell'Addax Rio Haryanto passa alla Caterham Racing ove viene confermato Alexander Rossi. A Daniël de Jong, rimasto alla MP Motorsport, viene affiancato Jon Lancaster, pilota della Hilmer per parte del 2013, mentre Johnny Cecotto Jr. lascia l'Arden e torna alla Trident, team che fa esordire Axcil Jefferies. Anche il francese Nathanaël Berthon cambia scuderia: dalla Trident Racing trova un volante al Venezuela GP Lazarus, che ingaggia anche Conor Daly. La neoentrata Campos iscrive Arthur Pic, proveniente dalla F3.5 Renault e Kimiya Satō, vicecampione dell'Auto GP 2013.
Nel fine settimana di Barcellona Negrão viene sostituito da Tom Dillmann alla Arden, Tio Ellinas prende il posto di Lancaster alla MP Motorsport mentre Sergio Canamasas subentra a Jefferies alla Trident. A Silverstone Lancaster prende il posto di Regalia alla Hilmer e Marco Sørensen debutta in GP2 con la MP Motorsport in sostituzione di Ellinas. A Hockenheim la Caterham fa correre Dillmann al posto di Rossi mentre quest'ultimo sostituisce Sato, impegnato in Auto GP, alla Campos. A Monza Pierre Gasly esordisce subentrando a Dillmann, mentre Sergio Campana gareggia al posto di Daly alla Lazarus. Quaife-Hobbs della Rapax è sostituito da Ellinas a Soči e da Kevin Giovesi ad Abu Dhabi, ove Nicholas Latifi debutta al posto di Abt alla Hilmer e Daly fa rientro alla Lazarus.

### Tabella riassuntiva
| Team                 | Nº | Pilota              | Weekend di gare |
| -------------------- | -- | ------------------- | --------------- |
| RT Russian Time      | 1  | Mitch Evans         | Tutti           |
| RT Russian Time      | 2  | Artëm Markelov      | Tutti           |
| Carlin               | 3  | Felipe Nasr         | Tutti           |
| Carlin               | 4  | Julián Leal         | Tutti           |
| Racing Engineering   | 5  | Raffaele Marciello  | Tutti           |
| Racing Engineering   | 6  | Stefano Coletti     | Tutti           |
| DAMS                 | 7  | Jolyon Palmer       | Tutti           |
| DAMS                 | 8  | Stéphane Richelmi   | Tutti           |
| ART Grand Prix       | 9  | Takuya Izawa        | Tutti           |
| ART Grand Prix       | 10 | Stoffel Vandoorne   | Tutti           |
| Hilmer Motorsport    | 11 | Daniel Abt          | 1-10            |
| Hilmer Motorsport    | 11 | Nicholas Latifi     | 11              |
| Hilmer Motorsport    | 12 | Facu Regalia        | 1-4             |
| Hilmer Motorsport    | 12 | Jon Lancaster       | 5-11            |
| Rapax                | 14 | Adrian Quaife-Hobbs | 1-9             |
| Rapax                | 14 | Tio Ellinas         | 10              |
| Rapax                | 14 | Kevin Giovesi       | 11              |
| Rapax                | 15 | Simon Trummer       | Tutti           |
| Arden International  | 16 | René Binder         | Tutti           |
| Arden International  | 17 | André Negrão        | 1, 3-11         |
| Arden International  | 17 | Tom Dillmann        | 2               |
| Caterham Racing      | 18 | Rio Haryanto        | Tutti           |
| Caterham Racing      | 19 | Alexander Rossi     | 1-5             |
| Caterham Racing      | 19 | Tom Dillmann        | 6-8             |
| Caterham Racing      | 19 | Pierre Gasly        | 9-11            |
| MP Motorsport        | 20 | Daniël de Jong      | Tutti           |
| MP Motorsport        | 21 | Jon Lancaster       | 1               |
| MP Motorsport        | 21 | Tio Ellinas         | 2-4             |
| MP Motorsport        | 21 | Marco Sørensen      | 5-11            |
| Trident              | 22 | Axcil Jefferies     | 1               |
| Trident              | 22 | Sergio Canamasas    | 2-11            |
| Trident              | 23 | Johnny Cecotto Jr.  | Tutti           |
| Venezuela GP Lazarus | 24 | Nathanaël Berthon   | Tutti           |
| Venezuela GP Lazarus | 25 | Conor Daly          | 1-8, 11         |
| Venezuela GP Lazarus | 25 | Sergio Campana      | 9-10            |
| Campos Racing        | 26 | Arthur Pic          | Tutti           |
| Campos Racing        | 27 | Kimiya Satō         | 1-5, 7-11       |
| Campos Racing        | 27 | Alexander Rossi     | 6               |

## Circuiti e gare
La stagione si apre sul tracciato di Sakhir e non più su quello di Sepang, che accolse la prima gara della stagione 2013. In calendario entrano i circuiti del Red Bull Ring e quello di Soči, appena entrati nel calendario della Formula 1. Esce dal calendario la gara di Singapore, mentre la tappa in Germania si sposta all'Hockenheimring, come avviene per la F1.
Il numero di gare resta comunque fissato a 11.

## Sistema di punteggio
I punti vengono assegnati ai primi dieci classificati in gara-1 (detta anche gara lunga o feature race) e ai primi otto in gara-2 (detta anche gara corta o sprint race). Colui che conquista la pole position riceve 4 punti, mentre 2 sono assegnati a chi fa il giro più veloce, ma solo se si trova all'interno della top ten, sia in gara-1 che in gara-2. Non sono assegnati punti extra al poleman di gara-2 poiché si tratta semplicemente dell'8º arrivato in gara-1 che si trova catapultato in prima posizione a causa della regola della griglia invertita. Per quel che riguarda la classifica a squadre, il punteggio è dato dalla somma dei punti ottenuti dai due piloti appartenenti al team.
Punti in feature race
| Posizione | 1º | 2º | 3º | 4º | 5º | 6º | 7º | 8º | 9º | 10º | Pole | GPV |
| Punti     | 25 | 18 | 15 | 12 | 10 | 8  | 6  | 4  | 2  | 1   | 4    | 2   |

Punti in sprint race
I punti sono assegnati ai primi otto classificati.
| Posizione | 1º | 2º | 3º | 4º | 5º | 6º | 7º | 8º | GPV |
| Punti     | 15 | 12 | 10 | 8  | 6  | 4  | 2  | 1  | 2   |

## Risultati e classifiche

### Gare
| Gara | Gara | Circuito          | Tempo       | Velocità     | Pole position      | Giro veloce        | Pilota vincitore   | Team vincitore     |
| ---- | ---- | ----------------- | ----------- | ------------ | ------------------ | ------------------ | ------------------ | ------------------ |
| 1    | G1   | Sakhir            | 59'57"411   | 173,062 km/h | Jolyon Palmer      | Jolyon Palmer      | Stoffel Vandoorne  | ART Grand Prix     |
| 1    | G2   | Sakhir            | 41'02"484   | 181,616 km/h |                    | Jolyon Palmer      | Jolyon Palmer      | DAMS               |
| 2    | G1   | Barcellona        | 1h00'28"853 | 166,122 km/h | Stéphane Richelmi  | Julián Leal        | Johnny Cecotto Jr. | Trident            |
| 2    | G2   | Barcellona        | 42'01"901   | 172,589 km/h |                    | Jolyon Palmer      | Felipe Nasr        | Carlin             |
| 3    | G1   | Monte Carlo       | 1h38'31"193 | 81,364 km/h  | Jolyon Palmer      | Jolyon Palmer      | Jolyon Palmer      | DAMS               |
| 3    | G2   | Monte Carlo       | 43'17"087   | 138,894 km/h |                    | Stefano Coletti    | Stéphane Richelmi  | DAMS               |
| 4    | G1   | Red Bull Ring     | 52'32"096   | 197,484 km/h | Johnny Cecotto Jr. | Felipe Nasr        | Felipe Nasr        | Carlin             |
| 4    | G2   | Red Bull Ring     | 36'14"395   | 200,334 km/h |                    | Stefano Coletti    | Johnny Cecotto Jr. | Trident            |
| 5    | G1   | Silverstone       | 50'56"307   | 201,072 km/h | Raffaele Marciello | Mitch Evans        | Mitch Evans        | RT Russian Time    |
| 5    | G2   | Silverstone       | 36'12"279   | 204,797 km/h |                    | Stefano Coletti    | Felipe Nasr        | Carlin             |
| 6    | G1   | Hockenheim        | 58'15"099   | 179,028 km/h | Jolyon Palmer      | Jolyon Palmer      | Mitch Evans        | RT Russian Time    |
| 6    | G2   | Hockenheim        | 45'31"696   | 156,725 km/h |                    | Stefano Coletti    | Stefano Coletti    | Racing Engineering |
| 7    | G1   | Hungaroring       | 1h00'18"627 | 152,505 km/h | Felipe Nasr        | Tom Dillmann       | Arthur Pic         | Campos Racing      |
| 7    | G2   | Hungaroring       | 43'54"536   | 167,566 km/h |                    | Stoffel Vandoorne  | Stoffel Vandoorne  | ART Grand Prix     |
| 8    | G1   | Spa-Francorchamps | 1h19'29"116 | 132,081 km/h | Stoffel Vandoorne  | Raffaele Marciello | Raffaele Marciello | Racing Engineering |
| 8    | G2   | Spa-Francorchamps | 36'14"575   | 208,506 km/h |                    | Felipe Nasr        | Felipe Nasr        | Carlin             |
| 9    | G1   | Monza             | 48'02"203   | 216,685 km/h | Stoffel Vandoorne  | Jolyon Palmer      | Stoffel Vandoorne  | ART Grand Prix     |
| 9    | G2   | Monza             | 36'38"991   | 198,654 km/h |                    | Stefano Coletti    | Jolyon Palmer      | DAMS               |
| 10   | G1   | Soči              | 54'37"072   | 179,660 km/h | Stoffel Vandoorne  | Stoffel Vandoorne  | Jolyon Palmer      | DAMS               |
| 10   | G2   | Soči              | 40'19"905   | 182,400 km/h |                    | Arthur Pic         | Marco Sørensen     | MP Motorsport      |
| 11   | G1   | Yas Marina        | 1h00'56"725 | 169,389 km/h | Stoffel Vandoorne  | Jolyon Palmer      | Stoffel Vandoorne  | ART Grand Prix     |
| 11   | G2   | Yas Marina        | 41'37"752   | 175,943 km/h |                    | Stoffel Vandoorne  | Stefano Coletti    | Racing Engineering |

### Classifica piloti
| Pos. | Pilota              | BAH | BAH | SPA | SPA | MON | MON | AUT | AUT | GBR | GBR | GER | GER | UNG | UNG | BEL | BEL | ITA | ITA | RUS | RUS | ABU | ABU | Punti |
| ---- | ------------------- | --- | --- | --- | --- | --- | --- | --- | --- | --- | --- | --- | --- | --- | --- | --- | --- | --- | --- | --- | --- | --- | --- | ----- |
| 1    | Jolyon Palmer       | 3   | 1   | 2   | 2   | 1   | 7   | 5   | 6   | 2   | 4   | 3   | 6   | 4   | 2   | 6   | 3   | 8   | 1   | 1   | 10  | 2   | Rit | 276   |
| 2    | Stoffel Vandoorne   | 1   | 22  | 13  | 10  | 14  | 13  | 2   | 15  | 3   | 9   | 2   | 3   | 7   | 1   | 2   | 6   | 1   | 13  | 5   | 2   | 1   | 5   | 229   |
| 3    | Felipe Nasr         | 8   | 4   | 3   | 1   | 3   | Rit | 1   | Rit | 7   | 1   | 5   | 2   | 6   | 3   | 4   | 1   | 6   | 6   | 17  | 3   | 4   | 2   | 224   |
| 4    | Mitch Evans         | 14  | 7   | 14  | 20† | 2   | 6   | 7   | 4   | 1   | 7   | 1   | 11  | 12  | 9   | 5   | 4   | 3   | 20† | 2   | 4   | 3   | 4   | 174   |
| 5    | Johnny Cecotto Jr.  | 21  | 14  | 1   | 6   | 4   | 4   | 6   | 1   | 6   | 3   | 7   | Rit | Rit | Rit | 3   | 2   | 10  | Rit | 19  | 23† | 6   | 6   | 140   |
| 6    | Stefano Coletti     | 4   | 23  | 16  | 8   | Rit | 9   | 4   | 2   | 4   | 2   | 4   | 1   | 18  | Rit | Rit | 7   | 9   | 2   | Rit | 8   | 7   | 1   | 136   |
| 7    | Arthur Pic          | 5   | 9   | 6   | 4   | 6   | 5   | 10  | 13  | 11  | 22† | 19  | Rit | 1   | 6   | 15  | 20  | 2   | 7   | 4   | 5   | 8   | 3   | 124   |
| 8    | Raffaele Marciello  | 18  | 24  | Rit | 16  | 12  | 19  | 3   | 3   | Rit | Rit | 17  | Rit | 19  | 8   | 1   | 14  | Rit | 18  | 3   | Rit | 11  | 7   | 74    |
| 9    | Stéphane Richelmi   | 19  | 5   | 10  | 7   | 8   | 1   | 14  | 10  | 8   | 6   | 10  | Rit | Rit | 11  | 21  | 12  | 4   | 3   | 22  | 18  | 5   | 9   | 73    |
| 10   | Julián Leal         | 2   | 3   | 4   | 5   | Rit | 16  | 13  | 7   | 5   | 5   | 16  | 18  | Rit | 15  | 13  | 10  | 13  | 17  | 9   | 17  | 12  | 11  | 68    |
| 11   | Marco Sørensen      |     |     |     |     |     |     |     |     | 9   | 8   | 9   | 4   | 10  | 10  | 14  | 11  | 7   | 4   | 8   | 1   | Rit | 21  | 47    |
| 12   | André Negrão        | 20  | 18  |     |     | Rit | 15  | 16  | 14  | 20  | 16  | 18  | 21  | 15  | Rit | 9   | 8   | 5   | 5   | 6   | 6   | Rit | 24  | 31    |
| 13   | Adrian Quaife-Hobbs | 10  | 6   | 9   | 9   | 9   | 8   | 24  | 18  | 13  | 15  | 14  | 8   | 2   | 12  | 11  | 21  | 14  | 8   |     |     |     |     | 30    |
| 14   | Sergio Canamasas    |     |     | 17  | 18  | 5   | 2   | 15  | 9   | 15  | Rit | 15  | 13  | Rit | NP  | 20  | Rit | 18  | SQ  | 7   | Rit | 16  | 8   | 29    |
| 15   | Rio Haryanto        | 16  | 16  | 5   | Rit | 7   | 3   | 11  | 17  | 21  | Rit | 22† | 10  | Rit | 17  | Rit | 16  | 16  | 16  | 18  | 15  | 9   | 12  | 28    |
| 16   | Daniel Abt          | 13  | 13  | Rit | 12  | Rit | 17  | 17  | 23  | 10  | 11  | 20  | 15  | 5   | 5   | 8   | 5   | Rit | 10  | Rit | 13  |     |     | 27    |
| 17   | Simon Trummer       | 7   | 2   | 12  | Rit | Rit | 18  | 20  | 20  | 25  | 18  | 6   | 14  | 11  | 13  | 18  | 17  | 19  | 11  | 15  | 21  | 17  | 16  | 26    |
| 18   | Takuya Izawa        | 6   | 12  | 20  | 13  | Rit | Rit | 9   | 8   | 16  | 23† | 13  | 19  | 3   | 21† | 16  | 22  | Rit | 14  | 20  | 22  | 13  | 10  | 26    |
| 19   | Tom Dillmann        |     |     | 8   | 3   |     |     |     |     |     |     | 12  | 9   | 9   | 19† | 12  | 9   |     |     |     |     |     |     | 18    |
| 20   | Nathanaël Berthon   | 23† | 17  | Rit | Rit | 17  | 12  | 22  | 25  | 17  | 12  | 8   | 17  | 8   | 4   | 22  | 15  | 12  | 19† | 10  | 9   | 15  | 13  | 17    |
| 21   | Alexander Rossi     | 22  | 25  | Rit | 14  | 16  | 11  | 8   | 5   | 12  | 21  | Rit | 7   |     |     |     |     |     |     |     |     |     |     | 12    |
| 22   | Tio Ellinas         |     |     | 7   | 11  | 10  | 22  | 23  | 22  |     |     |     |     |     |     |     |     |     |     | 21  | 14  |     |     | 7     |
| 23   | Jon Lancaster       | 17  | 15  |     |     |     |     |     |     | 22  | 13  | Rit | 5   | 17  | 16  | 19  | Rit | 11  | 15  | 12  | 16  | 18  | 14  | 6     |
| 24   | Artëm Markelov      | 15  | 10  | 11  | Rit | Rit | Rit | 21  | 16  | 18  | 17  | Rit | 12  | 16  | 20† | 7   | Rit | 21  | Rit | 16  | 12  | Rit | 19  | 6     |
| 25   | René Binder         | 9   | 8   | 15  | Rit | Rit | 20  | 12  | 12  | 24  | 19  | 11  | 22  | 20  | 14  | Rit | 23  | 20  | Rit | 23  | Rit | Rit | 23  | 3     |
| 26   | Conor Daly          | 12  | Rit | 18  | Rit | 13  | 10  | 18  | 11  | 14  | 10  | 21  | 20  | 13  | 7   | Rit | 19  |     |     |     |     | 20  | 15  | 2     |
| 27   | Kimiya Satō         | Rit | 19  | 19  | 15  | 15  | 14  | Rit | 19  | 23  | 20  |     |     | Rit | Rit | 17  | 18  | Rit | 12  | 13  | 7   | 14  | 22  | 2     |
| 28   | Daniël de Jong      | 11  | 11  | Rit | 19  | 11  | Rit | 19  | 21  | 19  | 14  | Rit | 16  | 14  | 18  | 10  | 13  | Rit | 9   | 14  | 19  | 10  | Rit | 2     |
| 29   | Pierre Gasly        |     |     |     |     |     |     |     |     |     |     |     |     |     |     |     |     | 17  | Rit | 11  | 11  | 21  | 18  | 0     |
| 30   | Sergio Campana      |     |     |     |     |     |     |     |     |     |     |     |     |     |     |     |     | 15  | Rit | NP  | 20  |     |     | 0     |
| 31   | Facu Regalia        | Rit | 20  | Rit | 17  | Rit | 21  | Rit | 24  |     |     |     |     |     |     |     |     |     |     |     |     |     |     | 0     |
| 32   | Nicholas Latifi     |     |     |     |     |     |     |     |     |     |     |     |     |     |     |     |     |     |     |     |     | 22  | 17  | 0     |
| 33   | Kevin Giovesi       |     |     |     |     |     |     |     |     |     |     |     |     |     |     |     |     |     |     |     |     | 19  | 20  | 0     |
| 34   | Axcil Jefferies     | Rit | 21  |     |     |     |     |     |     |     |     |     |     |     |     |     |     |     |     |     |     |     |     | 0     |
| Pos. | Pilota              | BAH | BAH | SPA | SPA | MON | MON | AUT | AUT | GBR | GBR | GER | GER | UNG | UNG | BEL | BEL | ITA | ITA | RUS | RUS | ABU | ABU | Punti |

| Colore  | Risultato             |
| ------- | --------------------- |
| Oro     | Vincitore             |
| Argento | 2º posto              |
| Bronzo  | 3º posto              |
| Verde   | Finito a punti        |
| Blu     | Finito senza punti    |
| Viola   | Ritirato (Rit)        |
| Viola   | Non classificato (NC) |
| Rosso   | Non qualificato (NQ)  |
| Nero    | Squalificato (SQ)     |
| Bianco  | Non partito (NP)      |
| Bianco  | Non ha gareggiato     |
| Bianco  | Infortunato (INF)     |
| Bianco  | Escluso (ES)          |
| Bianco  | Gara cancellata (C)   |

### Classifica a squadre
| Pos. | Team                 | Nº vettura | BAH | BAH | SPA | SPA | MON | MON | AUT | AUT | GBR | GBR | GER | GER | UNG | UNG | BEL | BEL | ITA | ITA | RUS | RUS | ABU | ABU | Punti |
| ---- | -------------------- | ---------- | --- | --- | --- | --- | --- | --- | --- | --- | --- | --- | --- | --- | --- | --- | --- | --- | --- | --- | --- | --- | --- | --- | ----- |
| 1    | DAMS                 | 7          | 3   | 1   | 2   | 2   | 1   | 7   | 5   | 6   | 2   | 4   | 3   | 6   | 4   | 2   | 6   | 3   | 8   | 1   | 1   | 10  | 2   | Rit | 349   |
| 1    | DAMS                 | 8          | 19  | 5   | 10  | 7   | 8   | 1   | 14  | 10  | 8   | 6   | 10  | Rit | Rit | 11  | 21  | 12  | 4   | 3   | 22  | 18  | 5   | 9   | 349   |
| 2    | Carlin               | 3          | 8   | 4   | 3   | 1   | 3   | Rit | 1   | Rit | 7   | 1   | 5   | 2   | 6   | 3   | 4   | 1   | 6   | 6   | 17  | 3   | 4   | 2   | 292   |
| 2    | Carlin               | 4          | 2   | 3   | 4   | 5   | Rit | 16  | 13  | 7   | 5   | 5   | 16  | 18  | Rit | 15  | 13  | 10  | 13  | 17  | 9   | 17  | 12  | 11  | 292   |
| 3    | ART Grand Prix       | 9          | 6   | 12  | 20  | 13  | Rit | Rit | 9   | 8   | 16  | 23† | 13  | 19  | 3   | 21† | 16  | 22  | Rit | 14  | 20  | 22  | 13  | 10  | 255   |
| 3    | ART Grand Prix       | 10         | 1   | 22  | 13  | 10  | 14  | 13  | 2   | 15  | 3   | 9   | 2   | 3   | 7   | 1   | 2   | 6   | 1   | 13  | 5   | 2   | 1   | 5   | 255   |
| 4    | Racing Engineering   | 5          | 18  | 24  | Rit | 16  | 12  | 19  | 3   | 3   | Rit | Rit | 17  | Rit | 19  | 8   | 1   | 14  | Rit | 18  | 3   | Rit | 11  | 7   | 210   |
| 4    | Racing Engineering   | 6          | 4   | 23  | 16  | 8   | Rit | 9   | 4   | 2   | 4   | 2   | 4   | 1   | 18  | Rit | Rit | 7   | 9   | 2   | Rit | 8   | 7   | 1   | 210   |
| 5    | RT Russian Time      | 1          | 14  | 7   | 14  | 20† | 2   | 6   | 7   | 4   | 1   | 7   | 1   | 11  | 12  | 9   | 5   | 4   | 3   | 20† | 2   | 4   | 3   | 4   | 180   |
| 5    | RT Russian Time      | 2          | 15  | 10  | 11  | Rit | Rit | Rit | 21  | 16  | 18  | 17  | Rit | 12  | 16  | 20† | 7   | Rit | 21  | Rit | 16  | 12  | Rit | 19  | 180   |
| 6    | Trident              | 22         | Rit | 21  | 17  | 18  | 5   | 2   | 15  | 9   | 15  | Rit | 15  | 13  | Rit | NP  | 20  | Rit | 18  | SQ  | 7   | Rit | 16  | 8   | 169   |
| 6    | Trident              | 23         | 21  | 14  | 1   | 6   | 4   | 4   | 6   | 1   | 6   | 3   | 7   | Rit | Rit | Rit | 3   | 2   | 10  | Rit | 19  | 23† | 6   | 6   | 169   |
| 7    | Campos Racing        | 26         | 5   | 9   | 6   | 4   | 6   | 5   | 10  | 13  | 11  | 22† | 19  | Rit | 1   | 6   | 15  | 20  | 2   | 7   | 4   | 5   | 8   | 3   | 128   |
| 7    | Campos Racing        | 27         | Rit | 19  | 19  | 15  | 15  | 14  | Rit | 19  | 23  | 20  | Rit | 7   | Rit | Rit | 17  | 18  | Rit | 12  | 13  | 7   | 14  | 22  | 128   |
| 8    | MP Motorsport        | 20         | 11  | 11  | Rit | 19  | 11  | Rit | 19  | 21  | 19  | 14  | Rit | 16  | 14  | 18  | 10  | 13  | Rit | 9   | 14  | 19  | 10  | Rit | 56    |
| 8    | MP Motorsport        | 21         | 17  | 15  | 7   | 11  | 10  | 22  | 23  | 22  | 9   | 8   | 9   | 4   | 10  | 10  | 14  | 11  | 7   | 4   | 8   | 1   | Rit | 21  | 56    |
| 9    | Rapax                | 14         | 10  | 6   | 9   | 9   | 9   | 8   | 24  | 18  | 13  | 15  | 14  | 8   | 2   | 12  | 11  | 21  | 14  | 8   | 21  | 14  | 19  | 20  | 56    |
| 9    | Rapax                | 15         | 7   | 2   | 12  | Rit | Rit | 18  | 20  | 20  | 25  | 18  | 6   | 14  | 11  | 13  | 18  | 17  | 19  | 11  | 15  | 21  | 17  | 16  | 56    |
| 10   | Arden International  | 16         | 9   | 8   | 15  | Rit | Rit | 20  | 12  | 12  | 24  | 19  | 11  | 22  | 20  | 14  | Rit | 23  | 20  | Rit | 23  | Rit | Rit | 23  | 48    |
| 10   | Arden International  | 17         | 20  | 18  | 8   | 3   | Rit | 15  | 16  | 14  | 20  | 16  | 18  | 21  | 15  | Rit | 9   | 8   | 5   | 5   | 6   | 6   | Rit | 24  | 48    |
| 11   | Caterham Racing      | 18         | 16  | 16  | 5   | Rit | 7   | 3   | 11  | 17  | 21  | Rit | 22† | 10  | Rit | 17  | Rit | 16  | 16  | 16  | 18  | 15  | 9   | 12  | 42    |
| 11   | Caterham Racing      | 19         | 22  | 25  | Rit | 14  | 16  | 11  | 8   | 5   | 12  | 21  | 12  | 9   | 9   | 19† | 12  | 9   | 17  | Rit | 11  | 11  | 21  | 18  | 42    |
| 12   | Hilmer Motorsport    | 11         | 13  | 13  | Rit | 12  | Rit | 17  | 17  | 23  | 10  | 11  | 20  | 15  | 5   | 5   | 8   | 5   | Rit | 10  | Rit | 13  | 22  | 17  | 33    |
| 12   | Hilmer Motorsport    | 12         | Rit | 20  | Rit | 17  | Rit | 21  | Rit | 24  | 22  | 13  | Rit | 5   | 17  | 16  | 19  | Rit | 11  | 15  | 12  | 16  | 18  | 14  | 33    |
| 13   | Venezuela GP Lazarus | 24         | 23† | 17  | Rit | Rit | 17  | 12  | 22  | 25  | 17  | 12  | 8   | 17  | 8   | 4   | 22  | 15  | 12  | 19† | 10  | 9   | 15  | 13  | 19    |
| 13   | Venezuela GP Lazarus | 25         | 12  | Rit | 18  | Rit | 13  | 10  | 18  | 11  | 14  | 10  | 21  | 20  | 13  | 7   | Rit | 19  | 15  | Rit | NP  | 20  | 20  | 15  | 19    |
| Pos. | Team                 | Nº vettura | BAH | BAH | SPA | SPA | MON | MON | AUT | AUT | GBR | GBR | GER | GER | UNG | UNG | BEL | BEL | ITA | ITA | RUS | RUS | ABU | ABU | Punti |

| Colore  | Risultato             |
| ------- | --------------------- |
| Oro     | Vincitore             |
| Argento | 2º posto              |
| Bronzo  | 3º posto              |
| Verde   | Finito a punti        |
| Blu     | Finito senza punti    |
| Viola   | Ritirato (Rit)        |
| Viola   | Non classificato (NC) |
| Rosso   | Non qualificato (NQ)  |
| Nero    | Squalificato (SQ)     |
| Bianco  | Non partito (NP)      |
| Bianco  | Non ha gareggiato     |
| Bianco  | Infortunato (INF)     |
| Bianco  | Escluso (ES)          |
| Bianco  | Gara cancellata (C)   |